# 小倉康嗣
小倉 康嗣（おぐら こうじ、1960年5月28日 - ）は、日本の実業家。元ヤマト運輸代表取締役社長。東京都出身。
父は宅急便の創設者である小倉昌男、父方の祖父は大和運輸（当時）創業者の小倉康臣。

## 経歴
- 1984年3月 - 慶應義塾高等学校を経て慶應義塾大学法学部卒業。
- 1984年4月 - 大日本印刷株式会社に入社。
- 1989年9月 - ヤマト運輸に入社。
- 1990年2月 - ヤマト運輸営業推進部宅急便課長
- 1993年9月 - ヤマト運輸営業戦略本部プロジェクトマネージャー
- 1994年4月 - ヤマト運輸管理本部プロジェクトマネージャー
- 1995年7月 - ヤマト運輸経理部長
- 1997年6月 - ヤマト運輸北信越支社長
- 1999年6月 - ヤマト運輸取締役北信越支社長
- 2000年3月 - ヤマト運輸取締役IT戦略推進室長
- 2001年5月 - 経営企画本部企画部長も兼務
- 2001年7月 - 経営企画本部企画部長に専念。
- 2002年6月 - ヤマト運輸取締役企画部長
- 2003年4月 - ヤマト運輸取締役（営業担当）
- 2004年4月 - ヤマト運輸取締役関東支社長
- 2004年6月 - ヤマト運輸常務取締役（執行役員）・兼・関東支社長
- 2005年4月 - ヤマト運輸取締役カンパニープレジデント執行役員
- 2005年11月 - ヤマト運輸代表取締役副社長・兼・ヤマトホールディングス取締役
- 2006年6月 - ヤマト運輸代表取締役社長・兼・ヤマトホールディングス執行役員
- 2007年3月16日 - ヤマト運輸代表取締役社長を退任しヤマトホールディングス専務取締役に就任。
- 2007年9月 - ヤマト運輸社長付、アメリカ合衆国留学
- 2011年 - クレアモントカレッジズ大学院修了。MBA（EMBA）取得[2]
- 2011年6月 - 米国ヤマト運輸株式会社（Yamato Transport U.S.A., Inc）取締役社長
- 2015年1月10日 - メキシコヤマト運輸株式会社（Yamato Transport Mexico S.A.de C.V. ）取締役社長
- 2015年8月1日 - 退任